# Red Steel
Red Steel é um jogo publicado pela Ubisoft para o console Nintendo Wii. Foi desenvolvido pelo estúdio da Ubisoft em Paris e divulgado em maio de 2006. Red Steel foi o primeiro jogo do Wii a ter fotos e informações divulgadas antes mesmo do lançamento do console, o que deu uma ideia ao público consumidor das funcionalidades do console. O primeiro jogo da duologia foi lançado em 16 de Novembro de 2006, três dias antes do lançamento do console de sétima geração da Nintendo. Uma demonstração do jogo foi apresentada durante a E3 de 2006. O game que finalizou a saga, Red Steel 2, foi lançado em 23 de março de 2010. O jogo foi apresentado na E3 de 2009, também com uma demonstração. Ambos os jogos são exclusivos do Nintendo Wii.

## Personagens
- Scott Monroe: (o herói) um homem sem descrições.
- Miyu: Noiva de Scott.
- Isao Sato: Pai de Miyu e futuro sogro de Scott.
- Tokai: Tem controle de seis empresas Yakuza.
- Otori: Mestre que ensina a Scott técnicas com a katana.
- Harry Tanner: Dono do club que dá ao jogador informações do Yakuza.
- Kajima: Ensina ao jogador como usar as armas.
- Tony Tanaka: Ensina os jogadores a lutarem em combates que com a katana mais avançadamente.
- Mariko: Ensina o básico do combate com a katana.

Não recomendado para menores de 10 anos.